# Eupithecia canariensis
Eupithecia canariensis är en fjärilsart som beskrevs av Rudolf Pinker 1962. Eupithecia canariensis ingår i släktet Eupithecia och familjen mätare. Inga underarter finns listade i Catalogue of Life.